# Yoko Ono
Yoko Ono (japonès: オノ・ヨーコ)  (Tòquio, 18 de febrer de 1933) és una artista japonesa, una de les més importants artistes d'avantguarda de la dècada del 1960. Era membre del col·lectiu Fluxus. És considerada una de les artistes que més influència van tenir en la creació de la cultura punk. Vídua de John Lennon, ell li va dedicar gran part del seu treball, cançons i discos. Es van casar a Gibraltar.
El gener de 2021, fou una de les 50 personalitats que va signar el manifest «Dialogue for Catalonia», promogut per Òmnium Cultural i publicat a The Washington Post i The Guardian, a favor de l'amnistia dels presos polítics catalans i del dret d'autodeterminació en el context del procés independentista català. Els signants lamentaren la judicialització del conflicte polític català i conclogueren que aquesta via, lluny de resoldre'l, l'agreuja: «ha comportat una repressió creixent i cap solució». Alhora, feren una crida al «diàleg sense condicions» de les parts «que permeti a la ciutadania de Catalunya decidir el seu futur polític» i exigiren la fi de la repressió i l'amnistia per als represaliats.

## Biografia

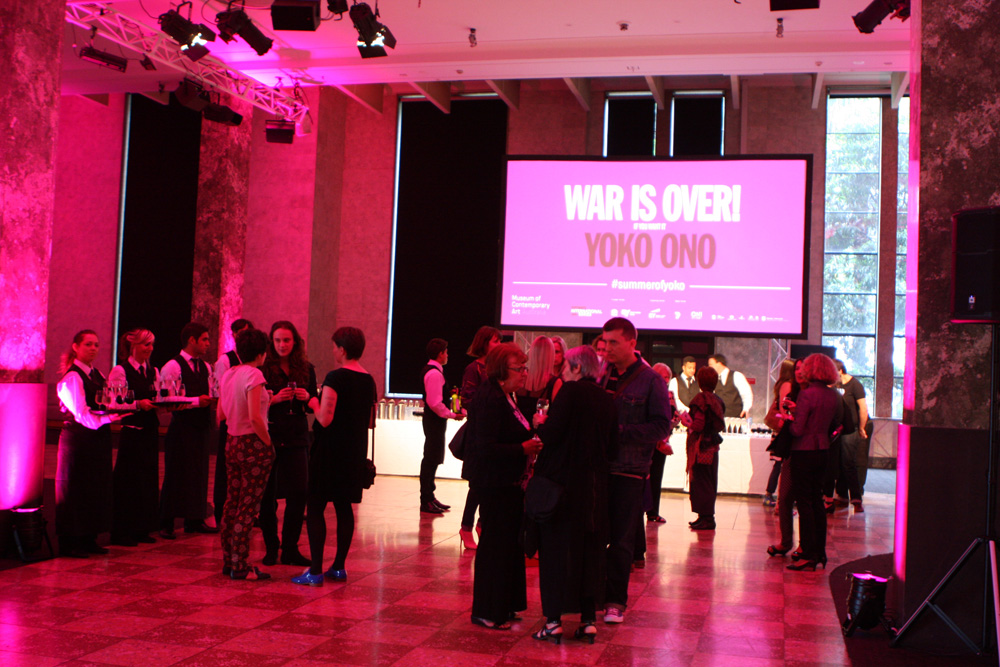
War is over! de Yoko Ono, al museu d'art contemporani d'Austràlia

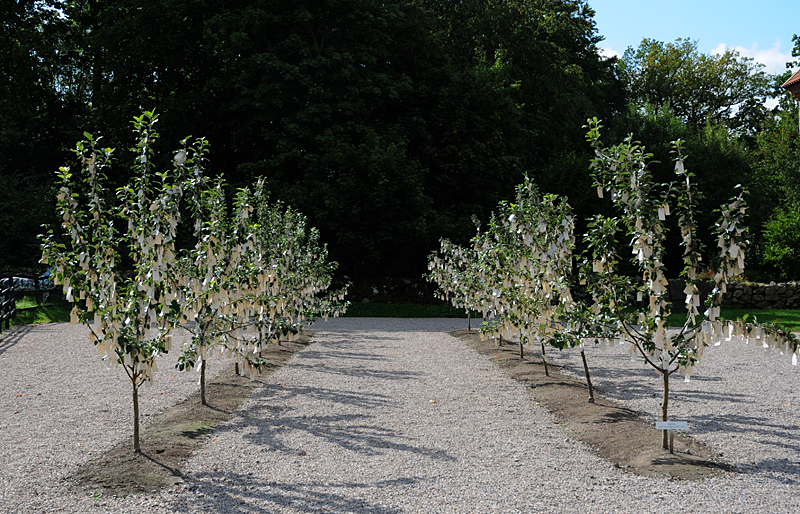
Wish Tree for Wanås, 2011

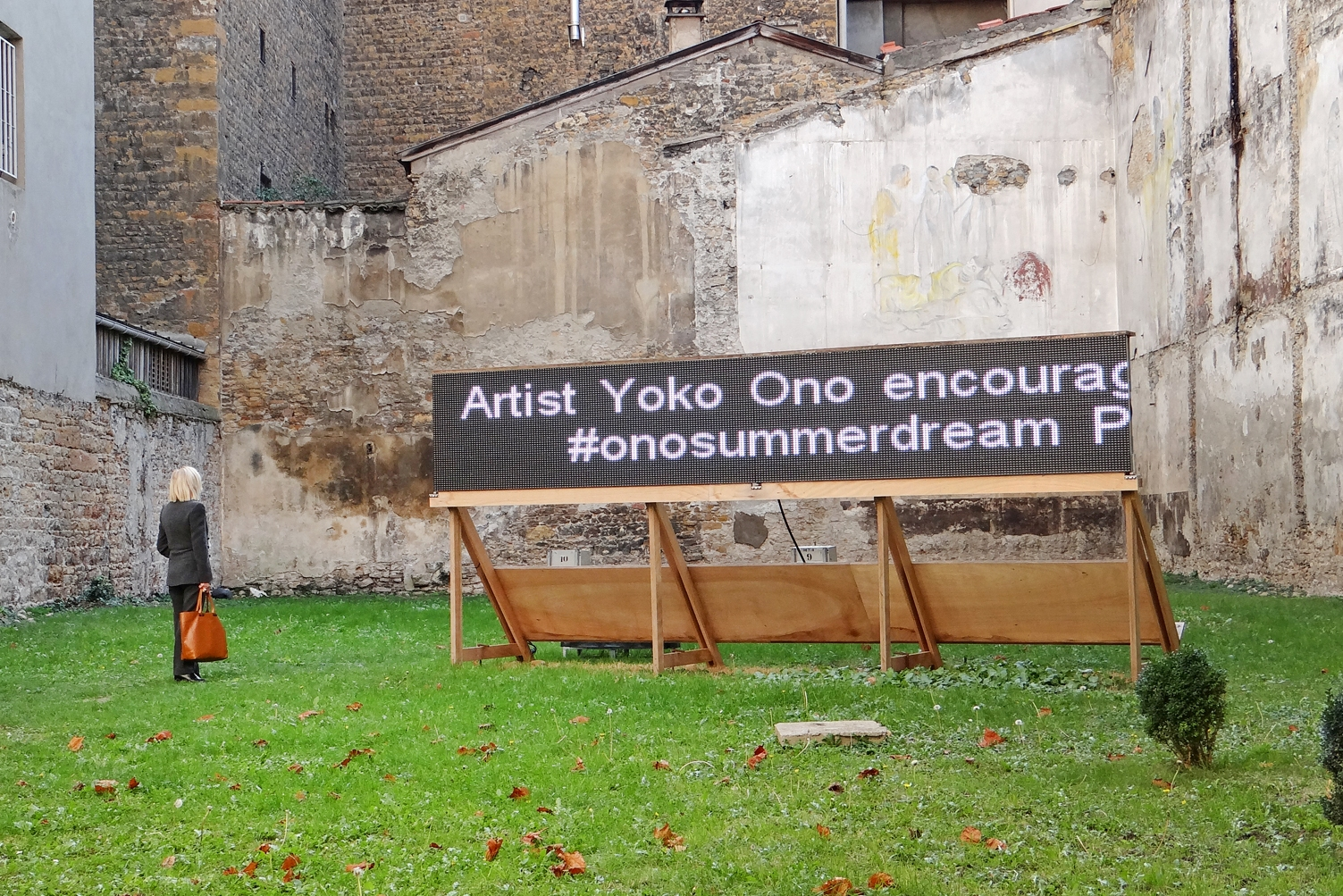
Summer dream, 2013

Entre el 1951 i 1954 Yoko Ono va ser admesa a la Gakushuin University com a primera dona estudiant de filosofia. En aquesta institució, coneix l'existencialisme, el marxisme i d'altres disciplines filosòfiques, a més d'idees pacifistes, conceptes que seran molt influents en la seva obra. Poc després abandona la universitat i es traslladarà a Nova York per retrobar-se amb la seva família i es matricula a Sarah Lawrence College, especialitzant-se en composició i poesia contemporània on pocs anys després abandonarà aquest estudis. En aquesta època de la seva vida va conèixer a persones que van ser molt importants en el desenvolupament de la seva obra com seria John Cage, Toshi Ichiyanagi, Morton Feldman, Richard Maxfield, David Tudor i Merce Cunningham.
El 1959 Ono apareix per primera vegada davant d'un públic reduït amb la composició “Peça que il·lumina" (Lighting Piece), on a partir d'aquest moment va començar a ser reconeguda com una artista independent i es converteix en un dels primers artistes que crea partitures per esdeveniments.
Dos anys despès de la seva primera mostra en públic, crearà les seves "Pintures amb Instruccions" (Instruction Paintings), que també les mostrarà en la seva primera exposició individual a l'AG, galeria que George Maciunas posseeix a Nova York.
Yoko Ono tornarà a Tòquio on hi viurà del 1962 fins al 1964. Organitzarà en el Sogetsu Art Centre el seu primer concert i exposicions individuals on mostrarà més de la seva col·lecció d'“Instrucció per fer pintura” (Instructions for Paintings). En el mateix esdeveniment, Ono apareix en una performance de John Cage, el qual més endavant interpretarà més obres juntament també amb David Tudor. En aquest context Ono coneix a Anthony Cox, amb el qual es casarà i tindrà la seva filla Kyoko Cox el 3 d'agost del 1963.
Un any després, interpreta “Peça del Matí" (Morning Piece), en la qual posa a la venda matins del passat i del futur. Publica un llibre d'artista anomenat Grapefruit ("Pomelo"), que conté algunes de les seves Instruccions.
Ono interpretarà "Cut Piece" i "Bag Piece" en el “Contemporary American Avant-Garde Music Concert: "Insound and Instructure” de Kioto. En el segon concert titulat “Fluxorchestra at Carnegie Recital Hall”, presenta la seva obra “Troç de cel per a Jesucrist” (Sky Piece for Jesus Christ). Primeres “obres imaginàries”, que només tenen lloc a les ments dels espectadors.
En el 1966/67 Yoko Ono interpreta "Esdeveniment de l'habitació blava" (Blue Room Event) en el seu apartament i posteriorment, a l'Everson Museum i en el MoMA de Nova York. Participa en diverses performances en el Destruction In Art Symposium (DIAS) i presenta una exposició individual en la Indica Gallery de Londres, a on coneixerà a John Lennon.
Ono i Lennon comencen a treballar artísticament el 1968 i crearan la seva primera performance conjunta, (Acorn Event), i interpreten obres anteriors d'Ono, com “Peces bossa”. S'estrenen les dues primeres produccions filmo gràfiques conjuntes, “Dos verges” (Two Virgins) i "Pel·lícula núm. 5 (Somriures)".
Aquesta gran compenetració de les seves persones crea un vincle molt especial entre els dos i contrauran matrimoni a Gibraltar el 20 de març. La seva pel·lícula "Violació" (Rape) es presenta aquell mateix mes. En lloc de gaudir de la lluna de mel, defensaran la pau mundial i interpretaran “Al llit per la pau” (Bed-In for Peace) a l'Hotel Hilton d'Amsterdam. Durant la presentació de la mateixa performance, en l'Hotel Queen Elizabeth de Montreal, gravant la cançó Give Pace a Chance i en 12 ciutats de tot el món, es col·loquen grans tanques publicitàries i pòsters en els quals es pot llegir "La guerra s'ha acabat! (si tu vols)".
Yoko Ono en el 1971 filma les pel·lícules "Llibertat" (Freedom), "Mosca" (Fly) "Apoteosis" (Apotheosis), "Erecció" (Erection) i "Imagine" (Imagina), algunes d'elles produïdes amb col·laboració amb Lennon, i són projectades en diversos festivals de cine. Ono presenta la retrospectiva "This is Not Here" en el Everson Museum de Syracuse (Nova York). En aquesta exposició, en la qual col·labora Maciunas, es presenta per primera vegada “Event aigua" (Water Event) i “Laberint/Asombra” (Amaze), a més de diversos “Dispensadors" (Dispensers) en els quals els visitants introdueixen monedes per obtenir càpsules plenes d'aire, ampolles i d'altres objectes.
En el 1972-1975 Yoko Ono i John Lennon reben el Positive Imagine of Women Award de la National Organization of Women per les seves cançons Women is the Nigger of the World i Sisters O sisters. Es posa a la venda el primer àlbum pop de Ono, un doble LP titulat Approximately Infinite Universe.
El 1975 neix el fill de Ono i Lennon, Sean Tara, que ha seguit el passos dels seus pares: ha sigut músic i de vegades ha col·laborat amb la seva mare. Cinc anys després del naixement de Sean, Lennon va ser assassinat per un fan desequilibrat. Ono ha continuat amb la seva carrera artística.
Ono col·laborà amb la revista tridimensional Aspen.

## Homenatges i memorials a Lennon

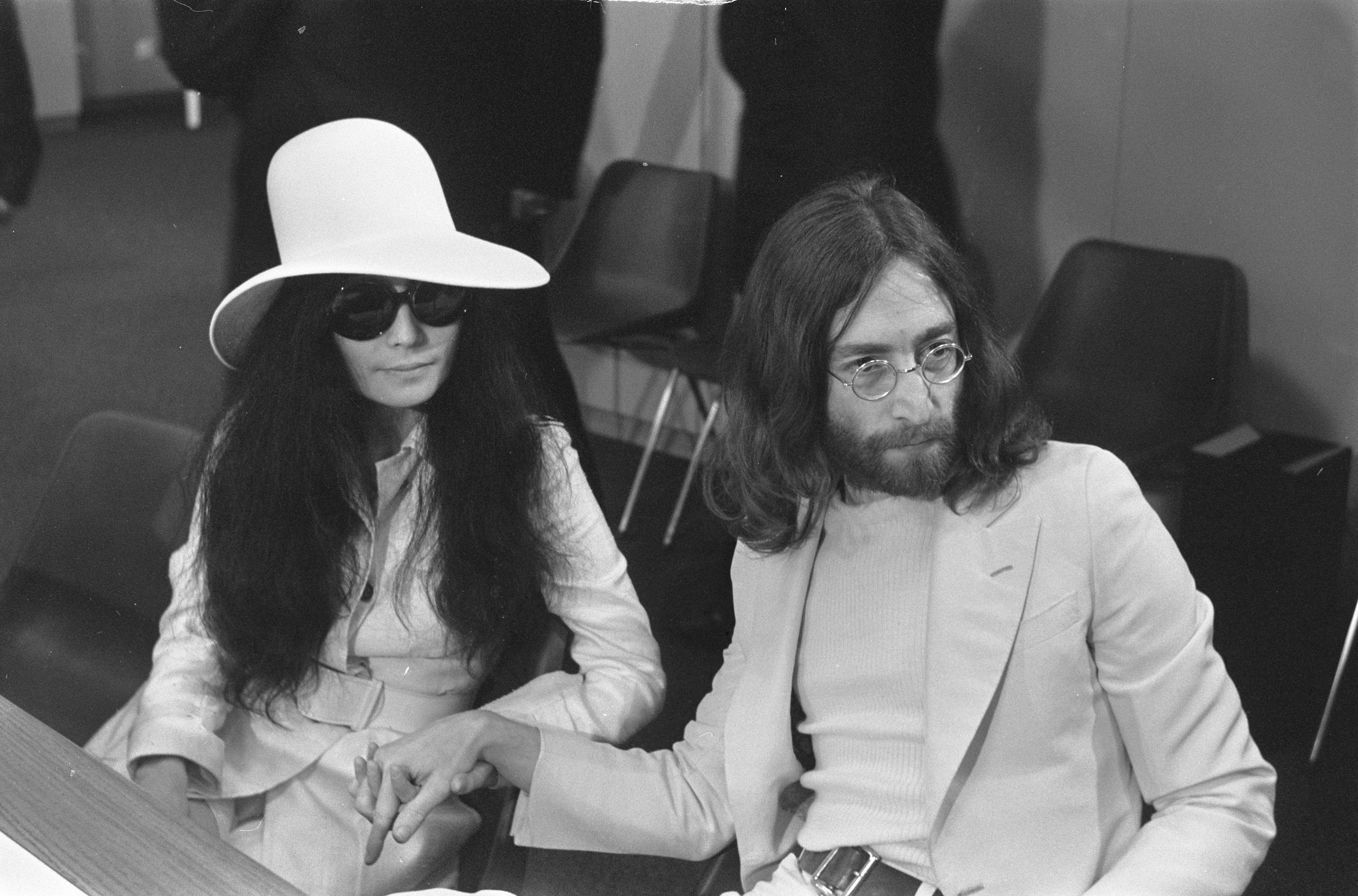
Yoko Ono i John Lennon a Schiphol

Yoko Ono va finançar la construcció i el manteniment del memorial Strawberry Field al Central Park de Nova York, just davant dels apartaments Dakota, on van viure i va morir Lennon. Es va dedicar oficialment el 9 d'octubre del 1985, el que hauria estat el seu 45 aniversari.
El 1990, Ono va col·laborar amb Jeff Pollack amb la difusió mundial de Imagine, on més de 1000 estacions en més de 50 països van participar amb l'emissió simultània. Ono va creure que era el moment perfecte, tenint en compte els conflictes creixents a l'Orient Mitjà, Europa de l'Est i Alemanya.
El 2002, Yoko Ono va fundar el Museu de John Lennon a Saitama, Japó i al març del mateix any, es va inaugurar una estàtua de set peus de Lennon, amb motiu del canvi de nom de l'aeroport de Liverpool a Liverpool John Lennon Monument Airport.
Yoko Ono va fer el lliurament de flors al monument de Lennon, a la ciutat de Nova York el 2005.
Es va dedicar un nou monument anomenat la “Imagine Peace Tower” el 9 d'octubre del 2007, situat a l'illa de Vioey, a 1 km de la badia Skarfabakki a Reykjavík, Islàndia.
El 2009, Ono va crear una exposició anomenada John Lennon: El New City Anys[6] per a la ciutat de Nova York i Roll Hall de la Fama de l'annex. L'exposició utilitza música, fotografies i objectes personals per representar la vida de Lennon a Nova York, i una part del costat de cada ampolla va ser donada a la Fundació Esperit, una fundació creada per Lennon i Ono.

## Obres artístiques de Yoko Ono

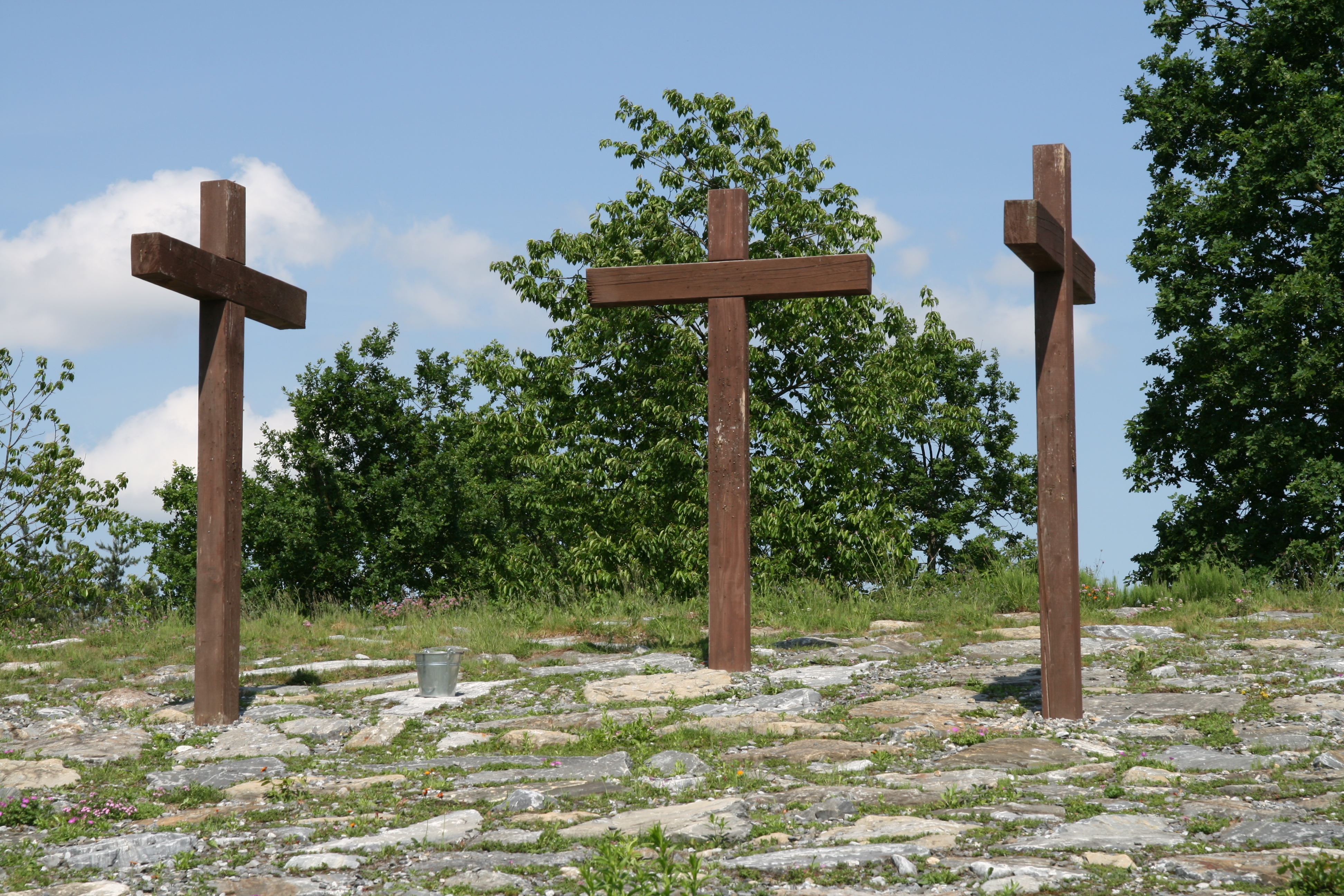
Escultura de Yoko Ono

### Pintures amb instruccions
Ono crea la seva obra “Pintures amb instruccions”, les quals estan formades de textos on ella narra per qui les llegeixi segueixi cada un dels passos per crear el que ella diu però depenen del factor de qui ho fa. Va publicar un llibre d'artista Grapefruit (Pomelo) que conte algunes de les seves Instruccions seguint l'estètica oriental. [1]

### Performances

#### Cut Piece(1964)
Aquesta obra es va realitzar a Kioto, Toquio, Nova York i Londres. Els seus interpretes solen ser Yoko Ono, qui surt a l'escenari, s'assenta i posa unes tisores davant d'ella. La qual demana al públic que vagin pujant d'un en un i li tallin un tros de roba (d'on vulguin) i se'l quedin. No obstant, no és necessari, que l'intèrpret sigui una dona. [7]
Primera versió per un sol intèrpret:
L'intèrpret s'assenta a l'escenari amb un parell de tisores davant d'ell.
S'anuncia que el públic pot pujar a l'escenari d'un en un i retallar un petit fragment de la roba de l'intèrpret i emportar-se'l.
L'intèrpret perdura immòbil durant la pesa.
La pesa acaba quant l'intèrpret vol.
Segona versió pel públic:
S'anuncia que els membres del públic poden tallar la roba uns als altres.
El públic pot tallar durant el temps que vulgui.

#### Sky Piece to Jesus Christ
En la performance d'Ono Sky Piece to Jesus Christ (1965), els músics d'una orquestra són embolicats amb benes, mentre interpreten un concert, de tal manera que al final ja no poden continuar tocant. El títol no fa referència a temes cristians, sinó a John Cage, la veneració del qual com a autor es posa en dubte. Per Ono, el cel constitueix l'emmarcament de la llibertat, com a contraposició als lligams interns i externs que es visualitzen en aquesta performance. [8]

#### Ceiling Painting, Yes Painting
L'objecte interactiu conegut com a Ceiling Painting, va ser una obra que es va exposar en la mostra dedicada a Yoko Ono el 1966 en la Indica Gallery de Londres. S'hi invita l'espectador a pujar mentalment a la part superior d'una escala blanca on una lupa, subjectada amb una cadena, penja d'un marc col·locat en el sostre. L'espectador utilitza la lupa per a descobrir unes “instruccions” en majúscules darrere el vidre emmarcat, que diuen: “SÍ” (YES). [9]

#### Wish Tree
Wish Tree (Arbre dels desitjos) és una sèrie en curs d'instal·lació d'art per l'artista japonesa Yoko Ono que va començar l'any 1981. L'obra consisteix en lligar algun desig escrit a l'arbre, per tant, la interacció amb el públic es continua. Wish Tree ha estat present a Nova York, St. Louis, Washington DC, San Francisco, California, París, Dublin, Londres, Finlàndia i Buenos Aires.
Les diferents localitzacions han permès que hi hagi una gran varietat d'arbres, com ara de llimona i eucaliptus. Per mantenir la privacitat d'aquelles persones que han participat, Yoko Ono diu que ella mai ha llegit els desitjos, de fet els agafa tots i els enterra. Fins a l'actualitat, gairebé 1 milió de desitjos han estat enterrats sota la Columna de la Pau, a Islàndia, monument que va dedicar Yoko Ono a John Lennon, autor de la cançó Imagine.

### Música
La distintiva veu de Ono ha estat objecte de crítica repetides vegades: l'intrusió de l'artista dins el gènere pop (o millor dit, avant-pop) no segueix les característiques vocals i tècniques populars.
De timbre punxant i salvatge, representa una mostra literal a les seves tasques com a activista per la pau, el moviment feminista i l'acció LGTBIQ+

## Participació amb Fluxus

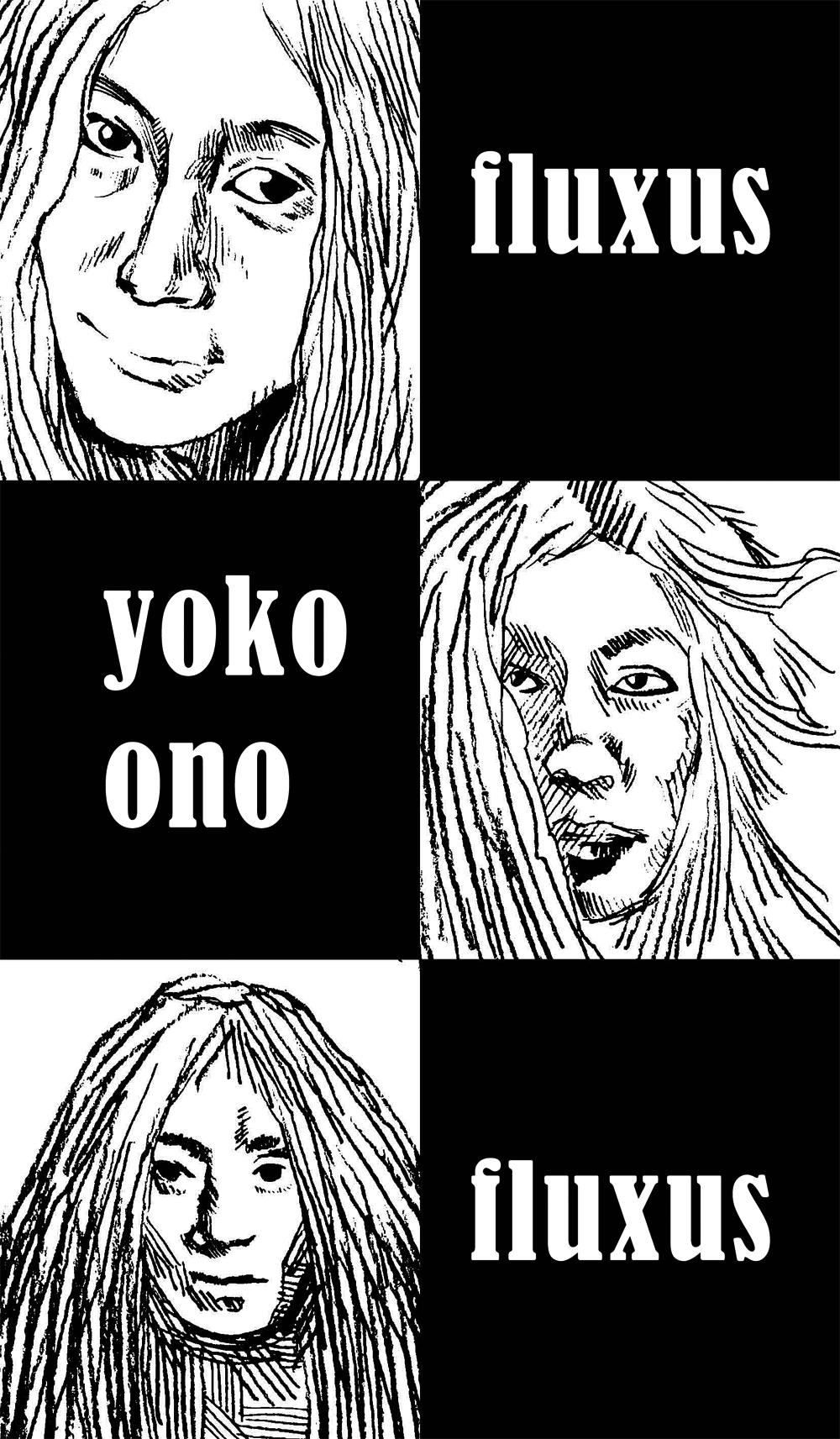
Ono va ser una de les impulsores i referents del grup Fluxus

Ono sovint s'associava amb el grup Fluxus [10], el fundador George Maciunas, que van ser grans amics els anys 1960 i va promoure el seu treball amb entusiasme, donant a Ono l'oportunitat de mostrar-nos el seu treball a la seva Galeria AG 1961. Maciunas va convidar formalment a unir-se al grup Fluxus, però ella molt puntualment intervenia, ja que volia seguir sent independent. No obstant, ell ho va fer col·laborant amb ell, Charlotte Moorman, George Brecht, i el poeta Jackson Mac Low, entre d'altres associats al grup.
John Cage i Marcel Duchamp van ser influències significatives en l'art de Yoko Ono. Ella va tenir coneixement de l'obra de Cage al Sarah Lawrence i va poder trobar-se amb ell a través del seu alumne Ichiyanagi Toshi a una classe de composició experimental que Cage feia a la New School for Social Research.
Quan John Cage va donar per acabat el seu ensenyament a la New School a l'estiu de 1960, Yoko Ono va decidir llogar un lloc per presentar les seves obres juntament amb el treball d'altres artistes d'avantguarda a la ciutat. Amb el temps va trobar un loft barat al centre de Manhattan, al 112 del carrer Chambers, que ella utilitza com a estudi i sala d'estar. Ono es mantenia a si mateixa gràcies al seu treball com a secretaria i de lliçons en les arts japoneses tradicionals en la Societat Japonesa. En un moment determinat, va permetre al compositor La Monte Young a organitzar concerts a les golfes del seu loft. Tots dos van començar a organitzar una sèrie d'esdeveniments allà entre desembre de 1960 al juny de 1961, on va assistir gent com Marcel Duchamp i Peggy Guggenheim. El loft de Chambers Street va acollir algunes de les primeres il·lustracions conceptuals de Yoko Ono, en les quals s'incloïa Painting to be Stepped On. Amb aquest treball, Ono va suggerir que una obra d'art ja no necessita una paret per ser exposada. Aquest treball i d'altres van ser exposats de nou a la AG Galeria de Macunias al juliol de 1961.

## Pel·lícules experimentals
Ono va ser una cineasta experimental que va fer 16 curtmetratges entre el 1964 i el 1972, guanyant notorietat especial per una pel·lícula del 1966 Fluxus anomenat simplement No.4, sovint referit com Bottoms. Els cinc anys i mig va fer la pel·lícula- Minute, consisteix en una sèrie de primers plans de les neteges humanes que caminen en una caminadora. La pantalla està dividida en quatre seccions gairebé iguals pels elements de l'esquerda Glútia i el plec gluti horitzontal. La banda sonora es compon d'entrevistes amb aquells que estan sent filmats, així com aquells que estan considerant unir-se al projecta. El 1996, l'empresa de fabricació de rellotge Seatch va produir un rellotge d'edició limitada que commemora aquesta pel·lícula. [11]

## Discografia
- 1968: Unfinished Music No.1: Two Virgins (amb John Lennon)
- 1969: Unfinished Music No. 2: Life with the Lions (amb John Lennon)
- 1969: Wedding Album (amb John Lennon)
- 1969: Live Peace in Toronto 1969 (amb John Lennon)
- 1970: Yoko Ono/Plastic Ono Band (amb Plastic Ono Band)
- 1971: Fly
- 1972: Some Time in New York City (amb John Lennon)
- 1973: Approximately Infinite Universe
- 1973: Feeling the Space
- 1973: Welcome: The Many Sides of Yoko Ono (Promo, Japan)
- 1974: A Story (Veröffentlicht 1997)
- 1980: Double Fantasy (amb John Lennon)
- 1981: Season of Glass
- 1982: It’s Alright (I See Rainbows)
- 1984: Milk and Honey (amb John Lennon)
- 1984: Every Man Has a Woman (Tribute-Album)
- 1985: Starpeace
- 1992: Onobox (6-CD-Box)
- 1992: Walking on Thin Ice
- 1995: Rising
- 1995: New York Rock (Musical)
- 1996: Rising Mixes
- 2001: Blueprint for a Sunrise
- 2007: Yes, I’m a Witch (Remix-Album)
- 2007: Open Your Box (Remix-Album)
- 2009: Between My Head and the Sky (amb Plastic Ono Band)
- 2012: Onomix (Remix-Retrospektive) (Download)
- 2012: YOKOKIMTHURSTON (Yoko Ono, Kim Gordon & Thurston Moore)
- 2013: Take Me to the Land of Hell (amb Plastic Ono Band)

## Temes
- Kiss Kiss Kiss